# Palais de la Légion d'honneur

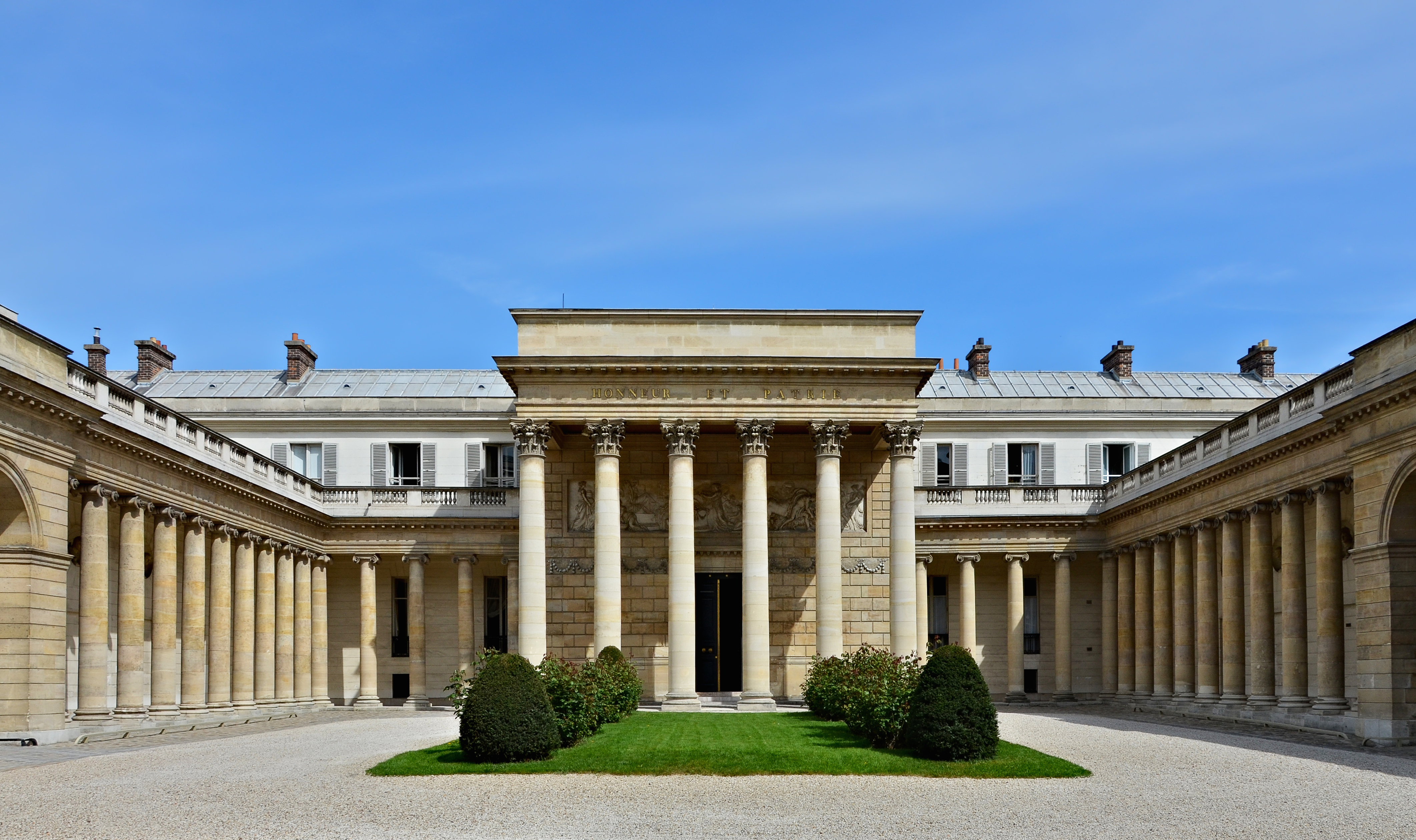
Cortile interno

Il Palais de la Légion d'honneur (francese per "Palazzo della Legion d'onore") è un edificio storico sulla riva sinistra della Senna a Parigi. Ospita il Musée de la Légion d'honneur ("Museo della Legion d'onore") ed è la sede della Legion d'onore, il più alto ordine al merito francese.
L'edificio è anche conosciuto come Hôtel de Salm. Si trova in 64 rue de Lille, vicino alla vecchia stazione ferroviaria d'Orsay (ora Musée d'Orsay) nel VII arrondissement di Parigi.

## Storia

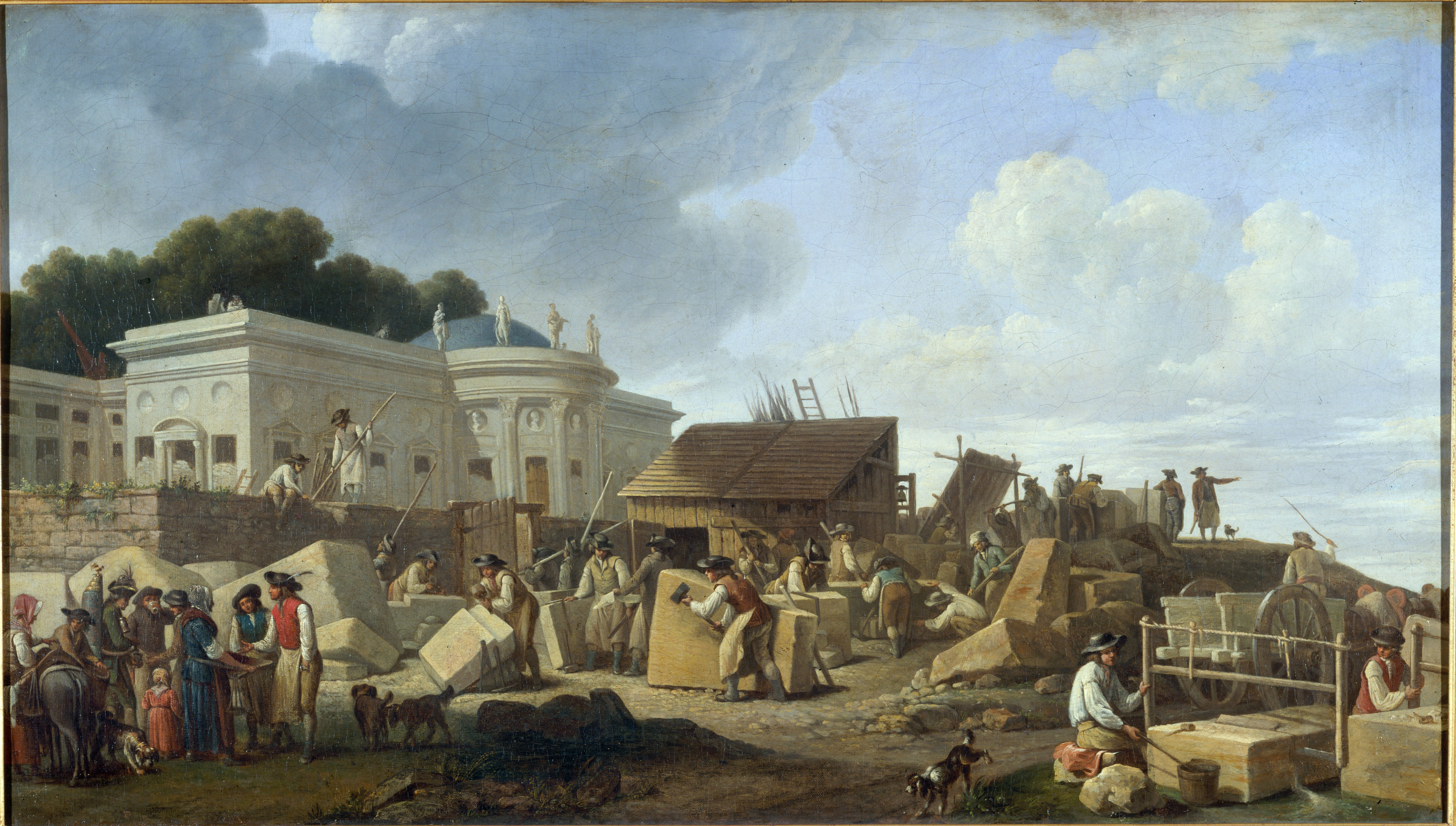
Costruzione dell'originale Hôtel de Salm

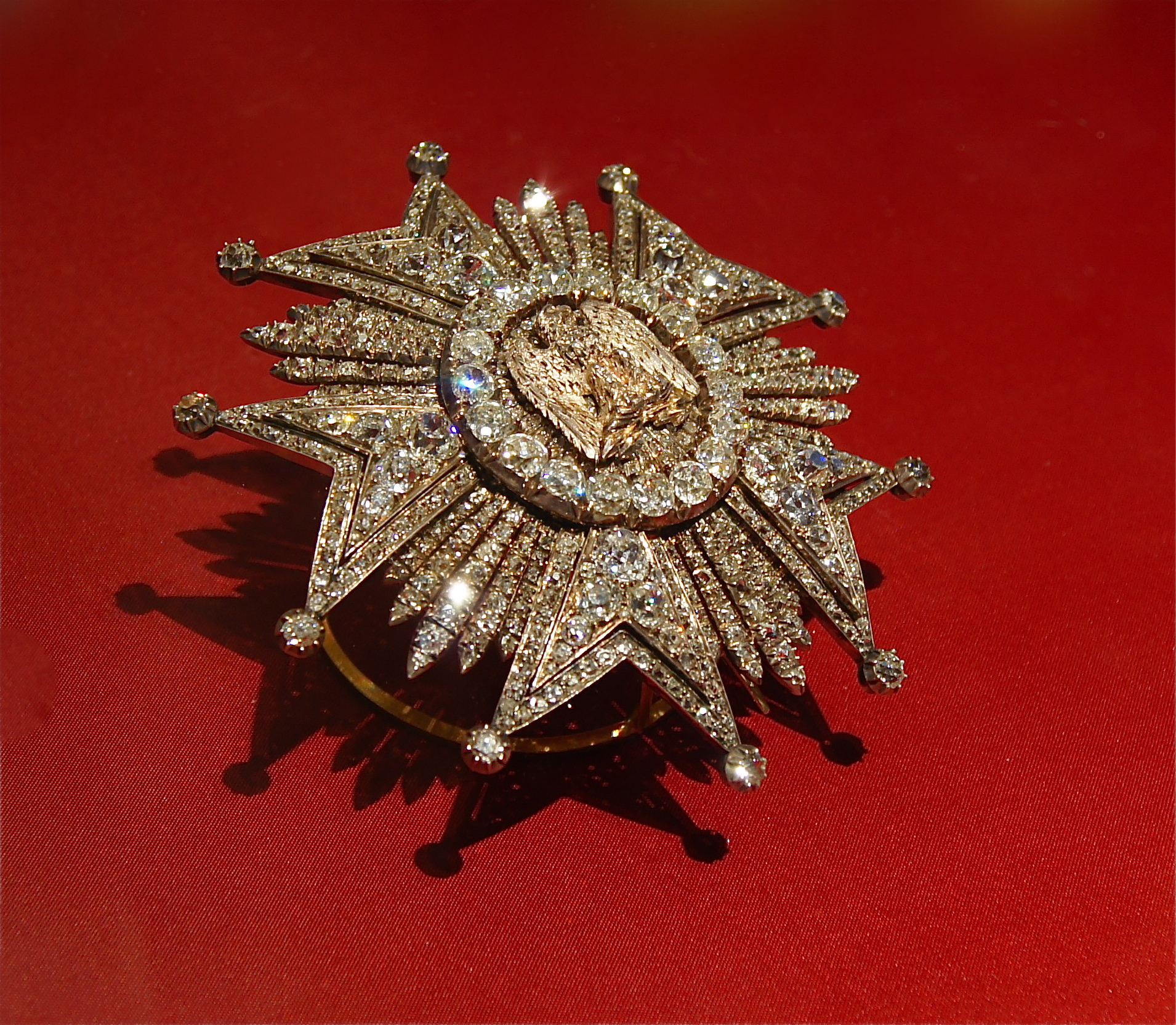
Distintivo di diamanti della Legion d'onore

L'originale Hôtel de Salm fu costruito tra il 1782 e il 1787 dall'architetto Pierre Rousseau (1751–1810) per il principe tedesco Federico III, principe di Salm-Kyrburg. Il governo rivoluzionario nazionalizzò l'edificio e dal 13 maggio 1804 fu ribattezzato "Palais de la Légion d'honneur" e divenne la sede della neonata Légion d'honneur. L'interno venne ristrutturato a tal fine da Antoine-François Peyre, e vennero aggiunte nuove sculture esterne da Jean Guillaume Moitte e Philippe-Laurent Roland.
Un altro edificio fu aggiunto nel 1866 lungo l'allora nuova rue de Solférino, ma il palazzo fu incendiato nel 1871 dalla Comune di Parigi. Venne ricostruito subito dopo su progetto di Anastase Mortier, con l'ausilio dei pittori Jean-Paul Laurens e Théodore Maillot che si occuparono della decorazione degli interni. Un ulteriore edificio fu aggiunto tra il 1922 e il 1925, in rue de Bellechasse, per ospitare un museo della Legion d'onore.
L'Hôtel de Salm era uno dei preferiti di Thomas Jefferson, che lo scelse come modello per gli edifici pubblici di Washington. Aveva osservato la sua costruzione durante il suo soggiorno a Parigi, nel 1784-1789, e il suo progetto per Monticello, la sua proprietà, era basato su di esso. Il California Palace of the Legion of Honor, una replica in scala di tre quarti dell'Hôtel de Salm, fu costruito a San Francisco nel 1924 e ospita un museo di belle arti.
Ad Haarlem, nei Paesi Bassi, il banchiere Henry Hope fece costruire la sua Villa Welgelegen sul modello dell'Hôtel de Salm. A Rochefort-en-Yvelines (vicino a Parigi), c'è una replica in scala più grande dell'Hôtel de Salm. Fu costruito tra il 1899 e il 1904 per il ricco magnate degli affari Jules Porgès dall'architetto Charles Mewès, ed è noto come Château Porgès de Rochefort-en-Yvelines; oggi è un club di golf.